# 1704 au Canada
Pour un article plus général, voir Chronologie du Canada.
Cet article traite des événements qui se sont produits durant l'année 1704 au Canada.

## Événements
- 29 février : des soldats français commandés par Jean-Baptiste Hertel de Rouville et des abénakis font un raid contre Deerfield au Massachusetts. Plusieurs captifs sont ramenés au Canada[1].

- 15 mai : Claude de Ramezay est nommé gouverneur de Montréal. Il fait bâtir le Château Ramezay[2].

- 3-5 juillet (24-26 juin du calendrier julien) : assaut sur Grand-Pré. Une armée anglaise commandée par Benjamin Church ravage l’Acadie[3].

- 26 juillet : Jean-Baptiste de La Croix de Chevrières de Saint-Vallier, évêque de Québec présent à bord de la flûte La Seine est capturé par la marine royale anglaise après que le bateau fût attaqué au large des Açores alors qui partait vers La Nouvelle-France. Il sera emprisonné en Angleterre. Il est absent du Canada pour huit ans[4],[5].

- 18-29 août : les français détruisent l’établissement anglais de Bonavista à Terre-Neuve[6].

- Fondation de Wôlinak, une communauté abénaquise près de Bécancour[7].
- Jean-Baptiste Bissot de Vincennes établit le Fort Miamis près de la rivière Saint-Joseph au sud ouest du Lac Érié[8].

## Naissances
- 4 juillet : Michel de Sallaberry, officier naval († 27 novembre 1768).
- 26 août : Marie-Anne Barbel, femme d’affaires († 16 novembre 1793).

## Décès
- 21 mars : Paul Le Moyne de Maricourt, militaire (° 15 décembre 1663).
- 17 juillet : Pierre-Charles Le Sueur, explorateur et trappeur (° 1657).
- 4 septembre : Henri de Tonti, explorateur (° 1649).
- 5 septembre : Charles Levasseur, explorateur (° 1655).
- 5 décembre : Louis Hennepin, prêtre et missionnaire (° 16 mai 1626).
- 26 décembre : Pierre Thibaudeau, pionnier (° 1631).